# Joseph Polchinski
Joseph Polchinski (White Plains, 16 maggio 1954 – Santa Barbara, 2 febbraio 2018) è stato un fisico statunitense.
Ottenne un B.A. al Caltech nel 1975 e un Ph.D. all'Università della California - Berkeley nel 1980. Dopo un periodo come ricercatore allo SLAC (1980-82) e ad Harvard (1982-84), dal 1984 al 1992 insegnò fisica teorica all'Università del Texas ad Austin. Divenne poi professore all'Università della California, Santa Barbara e membro permanente del Kavli Institute for Theoretical Physics di Santa Barbara.
Polchinski è conosciuto in ambito didattico per essere l'autore di String Theory, un libro di testo in due volumi sulla teoria delle stringhe, considerato un classico del settore. Nell'ambito della ricerca, è noto per aver sviluppato la teoria delle D-brane. Nel 2007 gli venne assegnato il premio Dannie Heineman per la fisica matematica, e nel 2008 la Medaglia Dirac per i suoi lavori sulla teoria delle superstringhe. 

## Vita privata e decesso
Polchinski ebbe dalla moglie Dorothy Maria Chun, che sposò nel 1980, due figli, Steven e Daniel.
Egli morì all'età di 63 anni nella propria abitazione in Santa Barbara, California, il 2 febbraio 2018, a causa di un tumore al cervello.

## Pubblicazioni
- J. Polchinski, String Theory Vol. I: An Introduction to the Bosonic String, Cambridge University Press, 1998 - ISBN 0-521-63303-6
- J. Polchinski, String Theory Vol. II: Superstring Theory and Beyond, Cambridge University Press, 1998 - ISBN 0-521-63304-4